# 駅逓所

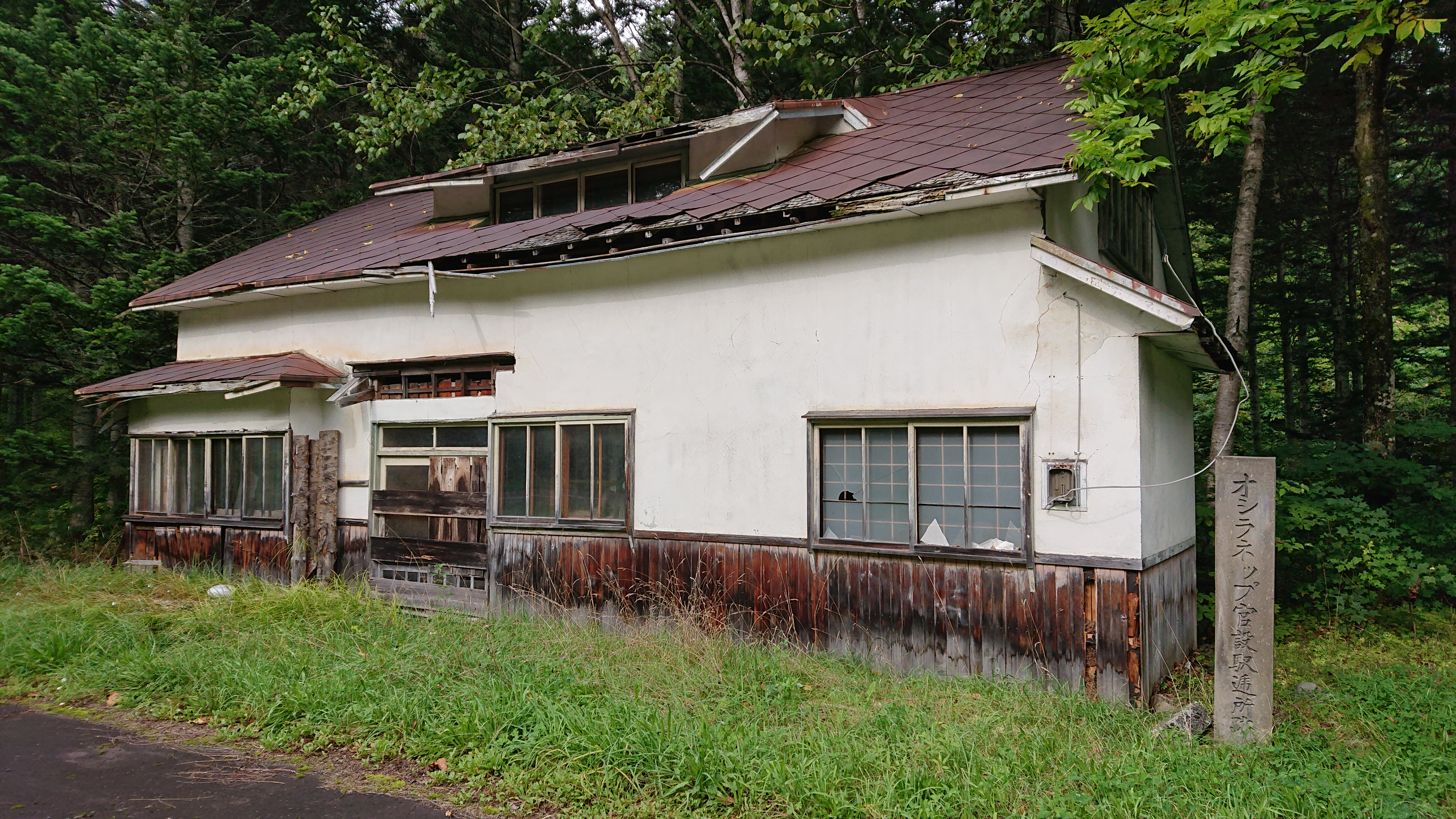
オシラネップ官設駅逓所跡（滝上町上雄柏）

駅逓所（旧字体：驛遞所、えきていじょ・えきていしょ）は、幕末から昭和初期の北海道において、旅人の宿泊や、運送、郵便の役割を担った施設である（宿場）。

## 概要
駅逓とは、幕末から昭和初期まで北海道辺地の交通補助機関として、宿泊・人馬継立・郵便などの業務を行う制度。半官半民の駅逓取扱人が運営を行った。
北海道独自の駅逓制度は江戸時代より行われており、人口希薄で交通不便な蝦夷地の宿泊・運送・通信の利便を図るため、江戸幕府により人馬を備えた駅舎を設けられ、和人地では村方役人、蝦夷地の請負場所では場所請負人が業務に当たっていた。明治時代の初め頃には、運上屋（うんじょうや）・会所（かいじょ）・通行家（つうこうや）・旅宿所（りょしゅくしょ）などと称された駅逓業務扱い所は道内全体で126カ所あったとされる。
明治2年に場所請負制を廃止したときに、開拓使は運上屋・会所を本陣（ほんじん）と改称し、駅逓業務を開拓使に直結させた。明治5年に本州では本陣の制度が廃止されたが、北海道での本陣は「駅場」さらに「駅逓扱所」、「駅逓所」と称され、北海道独自の駅逓制度が整備されていった。1882年（明治15年）、開拓使が廃止されたときには道内に112カ所の駅逓所があり、1895年（明治28年）の官設駅逓取扱規程、1900年（明治33年）の駅逓所規程などによって辺地の交通・通信補助機関としての官設駅逓所制度が成立していった。駅逓所は北海道開拓の進展に合わせて新設および廃止がなされていき、ピーク時には道内に約六百数十カ所がおかれ、全廃されたのは1947年（昭和22年）のことである。
現在、道内の現存する建物は保存・公開されていたり、所在地が史跡として標示されていたりされているところが少なくなく、国・道指定の史跡・文化財としても登録されている。

## 主な駅逓所
- 旧島松駅逓所 – 北広島市
- 旧奥行臼駅逓所 – 別海町
- 旧ソーケシュオマベツ駅逓所 – 喜茂別町（北海道開拓の村に保存）
- 旧幌向駅逓所 – 南幌町
- 旧上藻別駅逓所 – 紋別市
- 旧本願寺駅逓所 – 沼田町
- 旧忠別太駅逓所 – 旭川市
- 旧塘路駅逓所 – 標茶町